# Discriminación de precios de primer grado

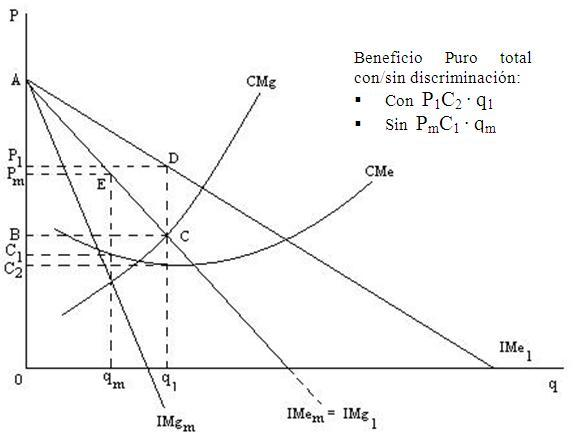
Para el nivel de producción q_{m}, y dada la curva de demanda de mercado, el excedente del consumidor es el área BAC. Sin embargo, cuando se puede cargar un precio perfectamente discriminatorio, el excedente desaparece; así, el ingreso total para el monopolista es el área que queda por debajo de la curva de demanda. Este oferente opera en el punto en que su curva de Costo marginal (CMg) se interseca con la curva de demanda que es igual a la curva de Ingreso Medio (IMe).

La Discriminación de precios de primer grado ocurre cuando un oferente puede cargar como precio lo máximo que estaría dispuesto a pagar el consumidor por cada unidad del producto, vale decir, a cada comprador se le cobra exactamente el precio que le haga indiferente entre comprar y no comprar. La Discriminación de precios de primer grado combina la discriminación interpersonal de la segmentación y la discriminación intrapersonal de la fijación de precios de Partes Múltiples; a cada consumidor se le cobra según un programa de precios diseñado individualmente, en el cual se especifica un precio diferente para cada unidad infinitesimal sucesiva que adquiera.
El oferente del bien o servicio enfrenta al comprador con una oferta de todo o nada, o sea, el vendedor intenta exprimir al comprador hasta sacarle todo su excedente del consumidor.  Esta discriminación es perfecta desde el punto de vista del monopolista, pero no desde el del consumidor que está siendo objeto de discriminación.
La discriminación de precios de primer grado tiene como efecto principal la posibilidad de que la empresa discriminadora se apropie de una porción mayor de los excedentes del consumidor.  Si dicha discriminación alcanza su grado de perfección máxima (es decir, un precio distinto para cada unidad adquirida por cada comprador) la apropiación de excedentes se vuelve completa, y el vendedor obtiene un beneficio igual al excedente total generado en el mercado.